# Taxonomie du genre Banksia

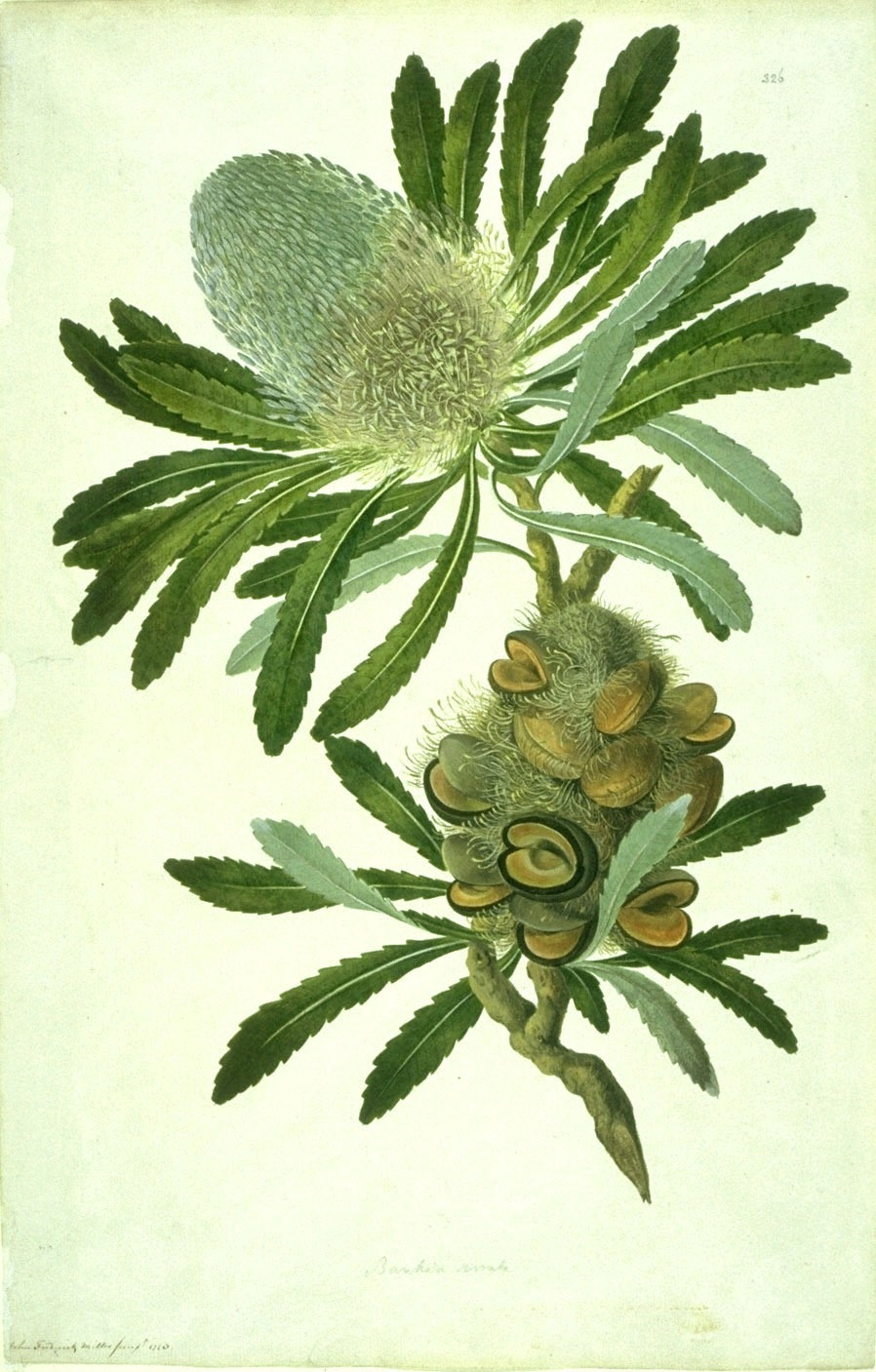
Aquarelle de 1770 de Banksia serrata, l'espèce type du genre Banksia. Une des toutes premières représentations d'une espèce de Banksia due à l'un des artistes londoniens de Sir Joseph Banks, d'après un dessin original de Sydney Parkinson.

Comme c'est le cas pour d'autres plantes à fleurs, la taxonomie du genre Banksia se réfère aux propriétés  anatomiques et morphologiques des fleurs, des fruits et des graines, ainsi que des caractéristiques secondaires telles que la structure des feuilles et le port de la plante. Le genre appartient à la famille des Proteaceae, sous-famille des Grevilleoideae, tribu des Banksieae et sous-tribu des Banksiinae, aux côtés de son proche parent, Dryandra. La classification infragénérique actuellement en vigueur est fondée sur la monographie d'Alexander Segger George publiée en 1999 pour la série des volumes de la Flora of Australia, et reconnait deux sous-genres, trois sections, 13 séries, environ 77 espèces, 6 sous-espèces et 18 variétés. Des analyses cladistiques ont jeté le doute sur certains aspects de cette classification, mais les modifications proposées n'ont pas été largement acceptées.

## Généralités
Banksia est le nom d'un genre d'environ 80 espèces de la famille végétale des  Proteaceae. Ces plantes, symboles de la nature australienne et plantes de jardin à la mode, sont facilement reconnaissables à leur épis floraux caractéristiques et à leurs infrutescences en « cônes ». Leur port prend différentes formes allant d'arbrisseaux prostrés à des arbres de 35 mètres de haut. On les rencontre dans la plupart des régions d'Australie, sauf les plus arides. Gros producteurs de nectar, ce sont d'importantes sources de nourriture pour les animaux nectarivores tels que les méliphages et certains opossums. Elles ont aussi un intérêt économique notable pour les secteurs des pépinières et de la fleur coupée. Elles sont cependant sérieusement menacées par une série de phénomènes d'origine humaine ou naturelle, comme le défrichement, les incendies fréquents et les maladies, et un certain nombre d'espèces sont classées comme rares et menacées.

## Histoire taxonomique

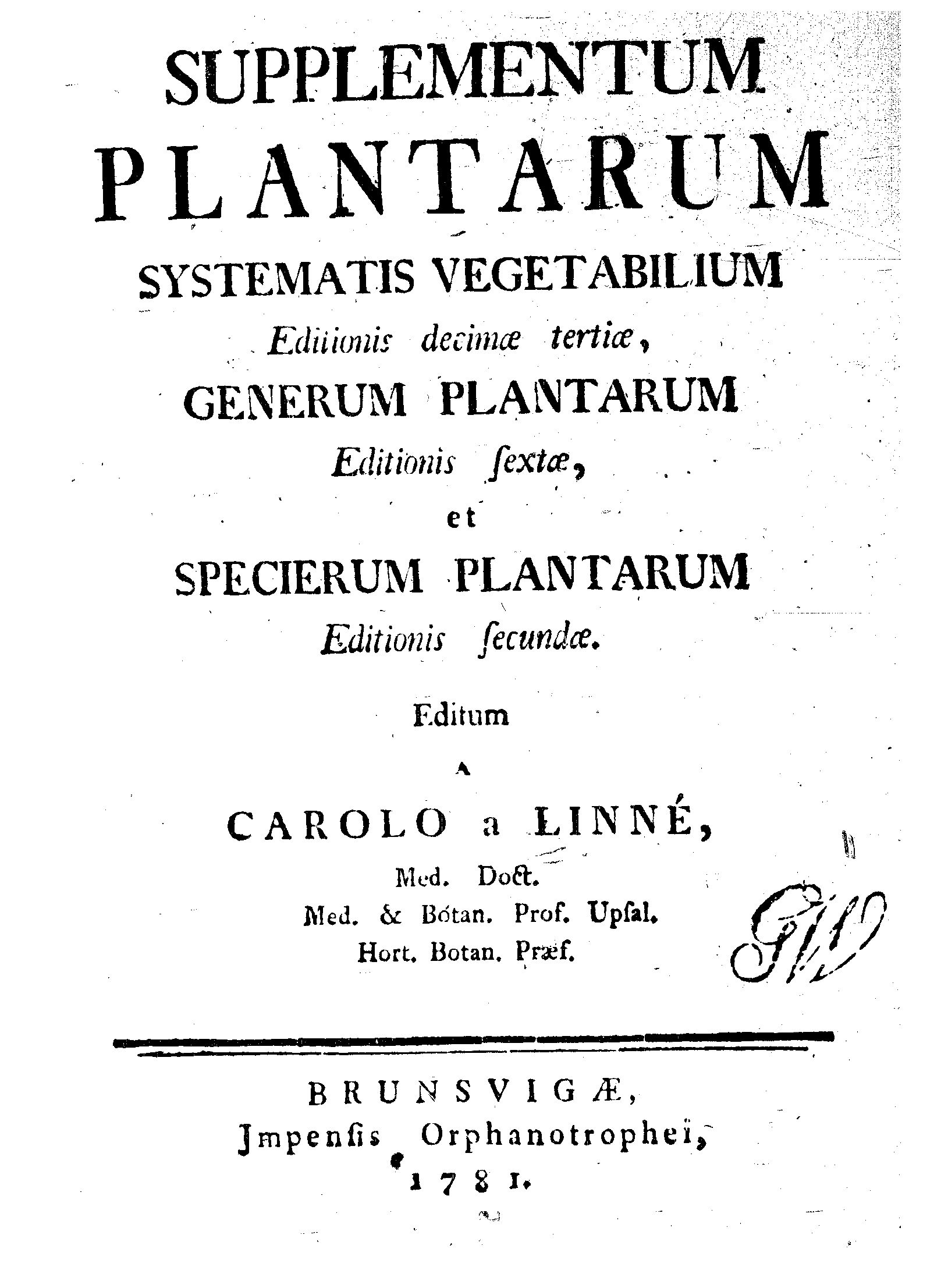
Le genre Banksia fut décrit en premier dans la publication de Carl von Linné le Jeune, Supplementum Plantarum, d'avril 1782.

Les premiers spécimens de Banksia ont été récoltés par Sir Joseph Banks et Daniel Solander, naturalistes à bord de l' Endeavour lors du premier voyage dans l'océan Pacifique du lieutenant James Cook (qui n'était pas encore capitaine). 
Cook débarqua sur le sol australien pour la première fois le 29 avril 1770, en un lieu qu'il appela par la suite Botany Bay (la baie botanique) en reconnaissance de « la grande quantité de plantes que Mr Banks et Dr Solander trouvèrent à cet endroit ». Pendant les sept semaines suivantes, Banks et Solander récoltèrent des milliers de spécimens de plantes, dont les premiers d'un nouveau genre qui devait être plus tard baptisé  Banksia en l'honneur de Banks. Quatre espèces figuraient dans la première collection : Banksia serrata  (banksia scie), Banksia integrifolia  (banksia côtier), Banksia ericifolia  (banksia à feuilles de bruyère) et Banksia robur (banksia des marais). En juin, le bateau subit un carénage à Endeavour River, où des spécimens de Banksia dentata (banksia tropical) furent récoltés.
Pendant le voyage de l'Endeavour, Sydney Parkinson, l'illustrateur botanique de Banks, fit un croquis de chaque spécimen récolté. Après le retour de l'Endeavour en Angleterre en juillet 1771, les spécimens de Banks furent intégrés dans son herbier de Londres et des artistes furent engagés pour les reproduire à l'aquarelle à partir des dessins de Parkinson. Banks avait projeté de publier sa collection complète sous le nom de « Florilège de Banks », mais pour diverses raisons le projet ne put jamais être mené à bien et il faudra attendre encore dix ans avant qu'une espèce de Banksia soit officiellement publiée. À cette époque, une sixième espèce avait été récoltée ; en 1776, lors du troisième voyage de Cook, David Nelson récolta des spécimens de Banksia marginata (banksia argenté) dans l'île South Bruny (Tasmanie).
Le genre Banksia fut enfin décrit et baptisé par Carl von Linné le Jeune dans son Supplementum Plantarum publié en avril 1782 ; le nom complet du genre est donc « Banksia L.f. ». Linné le Jeune plaça le genre dans la classe « Tetrandra » et dans l'ordre « Monogynia », et lui donna son nom en l'honneur de Banks. En réalité, le nom de Banksia avait déjà été publié en 1775 en tant que « Banksia J.R.Forst & G.Forst », se rapportant à des espèces de Nouvelle-Zélande que les Forsters avait récoltées pendant le deuxième voyage de Cook. Cependant Linné le Jeune attribua erronément les spécimens des Forsters au genre Passerina et considéra donc que le nom de Banksia était disponible. Par la suite, Joseph Gärtner corrigea l'erreur de Banks en 1788, Banksia L.f. était largement répandu et accepté, aussi Gaertner renomma Banksia J.R.Forst & G.Forst en Pimelia, nom précédemment choisi pour le genre par Banks et Solander.
Banksia L.f. a depuis été contesté un certain nombre de fois. « Banksea Koenig » a été publié en 1783, mais ultérieurement déterminé comme un  synonyme de Costus L. En 1790 James Bruce publia « Bankesia Bruce », corrigé plus tard en « Banksia Bruce », mais le nom fut rejeté au profit de celui de Johann Friedrich Gmelin, Hagenia.  En 1820, le nom « Banksia Dombey ex DC. » fut publié, mais on a ensuite  déterminé que c'était un nomen nudum qui se rapportait au genre Cuphea. En 1891, Otto Kuntze proposa d'imposer le droit de priorité de Banksia J.R.Forst & G.Forst, renommant Pimelea en Banksia et proposant le nom de  Sirmuellera Kuntze à la place de Banksia L.f. Cette contestation échoua, de même que celle de James Britten en 1905. En 1940, Banksia L.f. fut officiellement maintenu contre Banksia J.R.Forst. & G.Forst par Thomas Sprague.
En 1810, Robert Brown décrivit 31 nouvelles espèces de Banksia dans son Prodromus Florae Novae Hollandiae et Insularae Van-Diemen. Il plaça Banksia ilicifolia seule dans le sous-genre Isostylis, pour son  inflorescence en forme particulière de dome. Toutes les autres espèces furent rangées dans le  sous-genre des Banksia verae, les « vrais banksias ». Brown ne fit aucune tentative de classement des espèces  en dessous du niveau du sous-genre. Il décrivit onze espèces supplémentaires de Banksia dans son supplément de 1830, les plaçant toutes dans les Banksia verae en accord avec sa classification de 1810.
Par la suite, Carl Meissner publia sa classification des Proteaceae en 1856, dans laquelle  58 espèces de Banksia étaient décrites. Meissner donna à Isostylis le rang de section, renomma les Banksia verae de Brown en section Eubanksia, et la subdivisa en quatre séries fondées sur les caractères des feuilles. Ces séries étaient toutes fortement hétérogènes.
George Bentham publia en 1870 sa classification du genre Banksia dans son ouvrage de référence, Flora Australiensis.
Le nombre d'espèces de Banksia reconnues fut ramené à 46, et les quatre séries hétérogènes de  Meissner remplacées par quatre sections fondées sur les caractères des feuilles, du style et du présentoir à pollen, ce qui porta à cinq le nombre de sections. Trois de ces dernières étaient homogènes et assez bien définies, tandis qu'une autre, Orthostylis, était plutôt hétérogène. La quatrième, Cyrtostylis, fut créée pour regrouper les espèces qui ne pouvaient entrer dans les autres sections, et était par conséquent hautement hétérogène. Malgré ces défauts, cet arrangement devait tenir pendant plus de cent ans.

## Classification et relations entre Protéacées

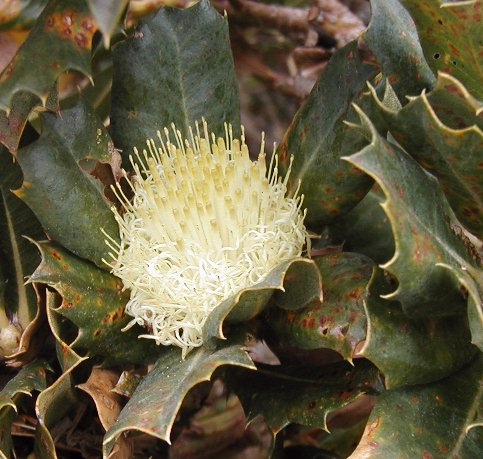
Banksia est un proche parent de Dryandra (image). En fait les deux genres sont si étroitement apparentés que leur fusion a été envisagée.

Le cadre de la classification des genres au sein de la famille des Proteaceae fut établi en 1975 par L.A.S.Johnson et Barbara Briggs.
Leur classification a été quelque peu affinée au cours des trois décennies suivantes, pour aboutir à un arrangement assez stable et largement accepté. La famille des Proteaceae est subdivisée en sept sous-familles, le genre Banksia étant placé dans la sous-famille des Grevilleoideae parce que, dans les inflorescences, les fleurs individuelles sont placées par paires. Sur la base de certains caractères des nervation des feuilles, des poils et du pollen, il est regroupé avec trois autres genres dans la tribu des Banksieae. Deux petits genres, Austromuellera et Musgravea, qui ne se trouvent tous deux que dans les forêts humides du Queensland, sont placés dans la sous-tribu des Musgraveinae. Banksia et Dryandra sont placés dans la sous-tribu des Banksiinae en vertu d'un certain nombre de critères dont le plus évident et facilement reconnaissable est le groupement des fleurs en têtes denses.
Le classement du genre Banksia au sein des Proteaceae peut se résumer de la façon suivante :
Famille des Proteaceae
Sous-famille des Persoonioideae
Sous-famille des Bellendenoideae
Sous-famille des Eidotheoideae
Sous-famille des Proteoideae
Sous-famille des Sphalmioideae
Sous-famille des Carnarvonioideae
Sous-famille des Grevilleoideae
Tribu des Oriteae
Tribu des Knightieae
Tribu des Embothrieae
Tribu des Helicieae
Tribu des Macadamieae
Tribu des Grevilleeae
Tribu des Banksieae
Sous-tribu des Musgraveinae
Genre Austromuellera
Genre Musgravea
Sous-tribu des Banksiinae
Genre Banksia
Genre Dryandra
Bien que la légitimité taxonomique de la tribu des Banksiinae soit universellement reconnue, il y a eu des débats sur la légitimité de sa position entre les genres Banksia et Dryandra. Pendant un certain nombre d'années, ces débats se sont focalisés sur les similitudes entre les inflorescences des espèces de Banksia subg. Isostylis et celles du genre Dryandra. Ces  similitudes ont conduit à des demandes en faveur de la fusion des deux genres, ou pour que Isostylis soit transféré dans Dryandra. Cependant, Alex George et d'autres partisans du statu quo ont argué que les similitudes entre Isostylis et Dryandra n'étaient qu'une affaire d'apparence superficielle, tandis que les similitudes entre Isostylis et les autres espèces de Banksia étaient de loin beaucoup plus importantes pour le diagnostic. De récentes analyses ADN conduites par  Austin Mast ont confirmé la position de George, à savoir que Dryandra et Isostylis ne sont pas particulièrement des proches parents, mais ont aussi apporté des preuves puissantes que Banksia est paraphylétique avec Dryandra. Mast a indiqué que l'approche la moins  perturbante pour restaurer la monophylie serait d'inclure Dryandra dans Banksia,.

## Traitement taxonomique classique

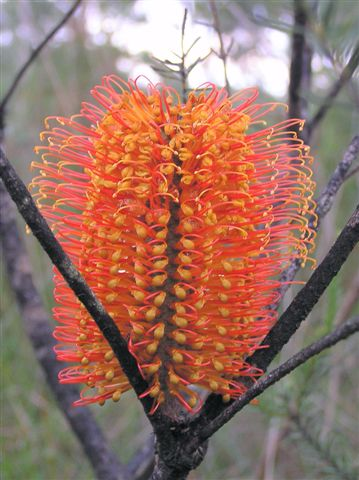
Banksia ericifolia est placée dans la section Oncostylis sur la base de son style en crochet, que l'on peut voir nettement ici.

En 1981, Alexander Segger George publia sa monographie classique, The Genus Banksia L.f. (Proteaceae). La classification de George se fondait sur divers caractères concernant les feuilles, le style, le présentoir à pollen, les follicules et les graines, avec le critère qu'un taxon ne pouvait être considéré comme une espèce distincte que s'il montrait « des différences significatives et cohérentes dans la morphologie des fleurs ou des fruits »  . Ce fut la première révision d'ensemble de la taxonomie du genre Banksia depuis plus d'un siècle et elle constitua la base du The Banksia Book publié par George en 1984, qui reste le texte de référence sur le genre, et du traitement du genre Banksia dans la  Flora of Australia.
George suivit Brown en subdivisant le genre Banksia en deux sous-genres, Banksia et Isostylis. Il a ensuite subdivisé le sous-genre Banksia en deux sections : Banksia pour les espèces au style droit ou légèrement incurvé, et Oncostylis pour les espèces au style en crochet. Ces deux sections ont elles-mêmes été subdivisées en neuf et trois séries respectivement. Le classement dans les séries suit largement Bentham, la série Orthostylis restant assez hétérogène et la série Cyrtostylis fortement hétérogène.
La classification taxonomique classique du genre Banksia, arrêtée par George et publiée dans les volumes de la Flora of Australia, peut se résumer de la manière suivante :
Genre Banksia
Sous-genre Banksia
Section Banksia
Série des Salicinae
Banksia dentata - Banksia aquilonia - Banksia integrifolia - Banksia plagiocarpa - Banksia oblongifolia - Banksia robur - Banksia conferta - Banksia paludosa - Banksia marginata - Banksia canei - Banksia saxicola
Série des Grandes
Banksia grandis - Banksia solandri
Série des Banksia
Banksia serrata - Banksia aemula - Banksia ornata - Banksia baxteri - Banksia speciosa - Banksia menziesii - Banksia candolleana - Banksia sceptrum
Série des Crocinae
Banksia prionotes - Banksia burdettii - Banksia hookeriana - Banksia victoriae
Série des Prostratae
Banksia goodii - Banksia gardneri - Banksia chamaephyton - Banksia blechnifolia - Banksia repens - Banksia petiolaris
Série des Cyrtostylis
Banksia media - Banksia praemorsa - Banksia epica - Banksia pilostylis - Banksia attenuata - Banksia ashbyi - Banksia benthamiana - Banksia audax - Banksia lullfitzii - Banksia elderiana - Banksia laevigata - Banksia elegans - Banksia lindleyana
Série des Tetragonae
Banksia lemanniana - Banksia caleyi - Banksia aculeata
Série des Bauerinae
B. baueri
Série des Quercinae
Banksia quercifolia - Banksia oreophila
Section Coccinea
Banksia coccinea
Section Oncostylis
Série des Spicigerae
Banksia spinulosa - Banksia ericifolia - Banksia verticillata - B. seminuda - Banksia littoralis - Banksia occidentalis - Banksia brownii
Série des Tricuspidae
Banksia tricuspis
Série des Dryandroidae
Banksia dryandroides
Série des Abietinae
Banksia sphaerocarpa - Banksia micrantha - Banksia grossa - Banksia telmatiaea - Banksia leptophylla - Banksia lanata - Banksia scabrella - Banksia violacea - Banksia incana - Banksia laricina - Banksia pulchella - Banksia meisneri - Banksia nutans
Sous-genre Isostylis
Banksia ilicifolia - Banksia oligantha - B. cuneata

## Analyses cladistiques

### Thiele et Ladiges
En 1996, Kevin Thiele et Pauline Ladiges publièrent une analyse cladistique du genre Banksia dans le journal Australian Systematic Botany. 
Comme leur cladogramme différait substantiellement de la classification taxonomique en cours, ils publièrent une classification révisée qui s'accordait mieux avec leurs résultats. Quatre variétés furent promues au rang d'espèce : Banksia conferta var. penicillata devenue Banksia penicillata (maintenant Banksia conferta subsp. penicillata) ; Banksia gardneri var. brevidentata devenue B. brevidentata ; Banksia gardneri var. hiemalis devenue Banksia hiemalis ; et Banksia sphaerocarpa var. dolichostyla devenue Banksia dolichostyla. Deux nouvelles séries et onze sous-séries furent créées ; Banksia sect. Oncostylis et Banksia ser. Crocinae furent supprimées ; et Banksia ser. Cyrtostylis fut largement redéfinie. Six espèces furent déclarées incertae sedis.
La plupart des aspects de la classification de  Thiele and Ladiges ne furent pas acceptés par George dans sa révision de 1999. Il déclara que « la classification infragénérique et la séquence systématique présentées ici étaient modifiées par rapport à celles de George (1981) et prenaient en compte de nouvelles données révélées par les travaux de Thiele & Ladiges (1996) », mais aucune des quatre promotions au rang d'espèce ne fut acceptée, et aucun des treize taxons infragénériques créés par Thiele et Ladiges ne fut retenu. Cependant des herbiers australiens ont continué à suivre Thiele et Ladiges sur certains points, par exemple en reconnaissant les quatre espèces qu'ils avaient promues.

### Analyses ADN
En 2002 et 2005, Austin Mast et leurs coauteurs publièrent des analyses cladistiques des données génétiques d'ADN d'échantillons de presque toutes les espèces de Banksia, ainsi que de cinq espèces de Dryandra. Leurs résultats montraient la présence de deux grands clades de Banksia, qu'ils appelèrent « /Cryptostomata » (« stomates cachés ») et « /Phanerostomata » (« stomates visibles »).
Les /Phanerostomata étaient définis comme les taxons chez lesquels les stomates des feuilles sont superficiels ou légèrement enfoncés. Ces taxons sont habituellement de grands arbustes ou des arbres qui se rencontrent dans des zones humides ; ils ont des follicules souples et sans bec, des feuilles à courte durée de vie qui ressemblent souvent à des aiguilles. Le clade comprenait tous les taxons orientaux des séries des Salicinae et des  Spicigerae (c'est-à-dire tous les taxons sauf Banksia serrata, Banksia aemula et Banksia ornata) et également les séries occidentales des Spicigerae, Quercinae, Grandes, Abietinae et Dryandroideae.
Les /Cryptostomata étaient définis comme les taxons chez lesquels les stomates des feuilles sont dans des fosses aux entrées resserrées. Ce sont généralement de petits arbrisseaux qui se rencontrent dans les plaines sableuses, sèches et stériles. Ils ont des follicules épais, durs et munis d'un bec, des feuilles serrées (finement dentées) à longue durée de vie. Ils comprennent tous les autres taxons occidentaux, plus espèces orientales Banksia serrata, Banksia aemula et Banksia ornata, et semblent aussi comprendre le genre Dryandra. Il convient de noter que Dryandra n'apparait pas comme particulièrement apparenté au groupe Isostylis, qui est au contraire un très proche parent de Banksia elegans et Banksia attenuata.
Ainsi, les résultats présentés par Mast et. al. suggèrent fortement que le genre Banksia est paraphylétique par rapport à Dryandra. Bien qu'ils ne proposent pas un nouvel arrangement taxonomique, ils considèrent diverses options pour ajuster la classification actuellement acceptée pour en éliminer la paraphylie, conformément à la doctrine cladiste. Ils concluent que la solution la plus simple et la moins perturbante serait d'inclure Dryandra dans Banksia,. Alex George maintient cependant une position ferme contre ce changement, argüant que les analyses phylogénétiques sont faussées et que de toute manière la paraphylie en tant que telle ne nécessite aucun changement taxonomique, ce qui constitue une position fidèle à la systématique évolutionniste.